# 머르딘 윌트

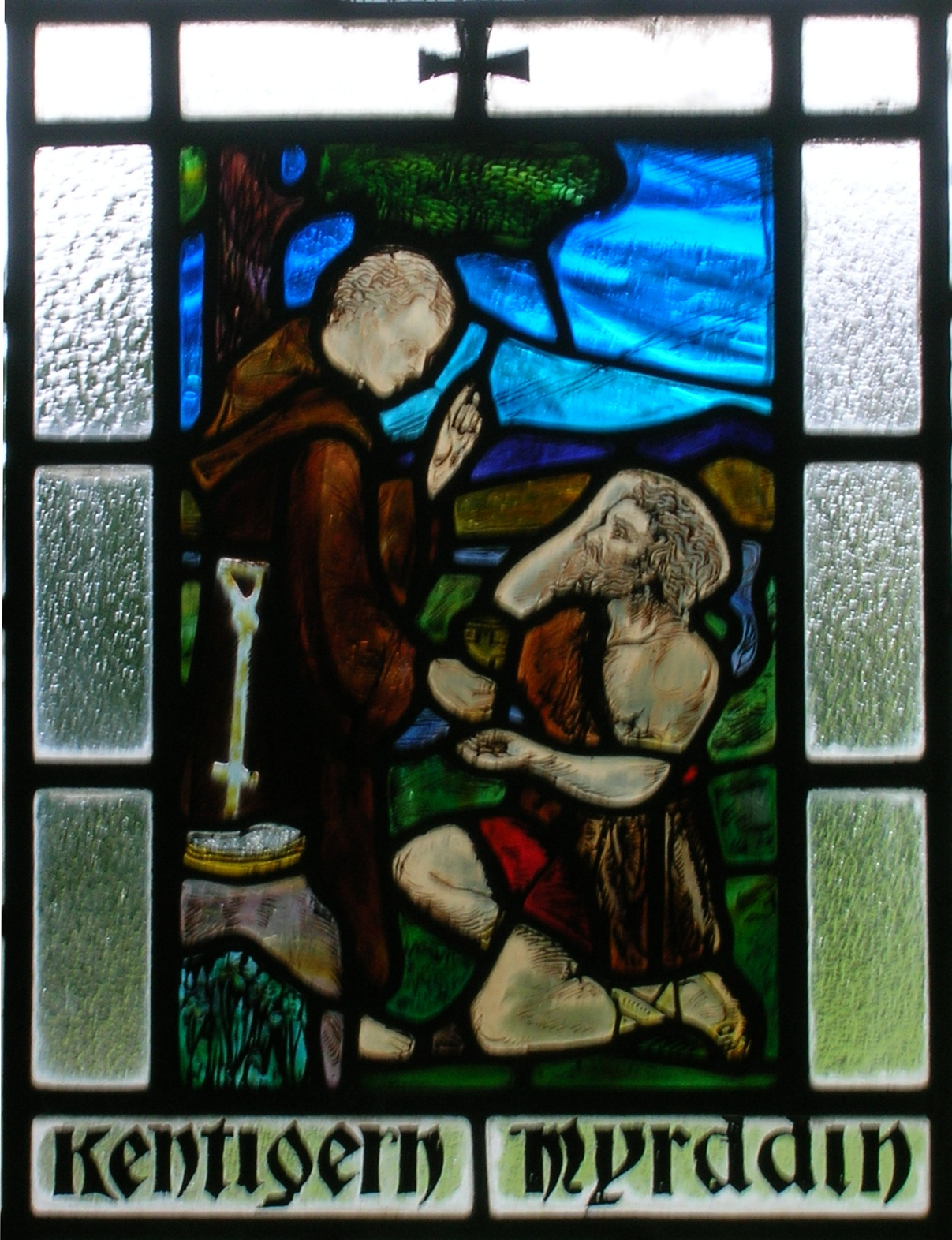
머르딘과 성 뭉고를 묘사한 스테인드글라스.

머르딘 윌트(웨일스어: Myrddin Wyllt [ˈmərðɪn ˈwɨɬt])는 중세 웨일스 전설에 등장하는 인물이다. 카이르버르딘의 흑색서와 헤르게스트의 적색서에 수록된 여러 시들의 화자로 설정되어 있다. 그 밖에도 머르딘 엠러스(웨일스어: Myrddin Emrys), 메를리누스 칼레도넨시스(라틴어: Merlinus Caledonensis), 메를린 실베스트리스(라틴어: Merlin Sylvestris) 등의 이름이 있다.